# أليساندرو سيبيليو
أليساندرو سيبيليو (من مواليد 27 أبريل 1999) هو عداء حواجز إيطالي يتنافس في سباق 400 متر حواجز وسباق 400 متر، حصل على الميدالية الذهبية في بطولة العالم لألعاب القوى تحت 20 سنة 2018. تنافس في دورة الألعاب الأولمبية الصيفية 2020، في سباق 400 متر حواجز.